# أليساندرو كونتيشيو
اليساندرو كونتيشيو (بالإيطالية: Alessandro Conticchio)‏ (19 يناير 1974 في إيطاليا - ) هو لاعب كرة قدم إيطالي في مركز الوسط. لعب مع إنتر ميلان ونادي أفيلينو ونادي تورينو ونادي كالياري ونادي ليتشي وHistory of AS Gualdo Calcio ‏ وASD Flaminia Civita Castellana ‏ وASD Gualdo Casacastalda ‏.

## وصلات خارجية
- اليساندرو كونتيشيو على موقع قاعدة بيانات كرة القدم.إي يو (الإنجليزية)
- اليساندرو كونتيشيو على موقع Soccerway.com (الإنجليزية)
- اليساندرو كونتيشيو على موقع عالم كرة القدم.نت (الإنجليزية)